# Haut-Ntem
Haut-Ntem ist ein Departement in der Provinz Woleu-Ntem in Gabun und liegt im Norden an der Grenze zu  Kamerun und der Republik Kongo. Das Departement hatte 2013 etwa 11.000 Einwohner.

## Gliederung
- Minvoul